# یک چیز جدید (فیلم)
یک چیز جدید (به انگلیسی: Something New) فیلمی محصول سال ۲۰۰۶ و به کارگردانی سنا حمری است. در این فیلم بازیگرانی همچون سنا لیثن، سایمون بیکر، مایک اپس، بلر آندروود، دونالد فایسون، وندی راکوئل رابینسون، الفری وودارد، لی گارلیگتون، تراجی پی. هنسون و گلدن بروکس ایفای نقش کرده‌اند.